# 1630 en science
| Années de la science : 1627 - 1628 - 1629 - 1630 - 1631 - 1632 - 1633    |
| Décennies de la science : 1600 - 1610 - 1620 - 1630 - 1640 - 1650 - 1660 |

Cet article présente les faits marquants de l'année 1630 en science.

## Événements
- Niccolò Zucchi observe des bandes à la surface de Jupiter[1].

- Pierre de Fermat étudie la courbe d'Agnesi[2].
- William Oughtred invente une règle à calcul circulaire (améliorée en 1632)[3].

- Cornelius Drebbel met au point un procédé de teinture rouge pour la laine[4].

## Publications
- Jean du Châtelet : Archetypus verae philosophiae de materia prima lapidis, Augustae Vindelicorum, apud J. Paetorium.
- Marin Ghetaldi : De resolutione et compositione mathematica, posthume (édité par la chambre apostolique, 1630) ou , où apparaissent les prémices de la géométrie analytique.
- Giovanni Camillo Glorioso : Responsio Joannis Camilli Gloriosi ad vindicias Bartholomaei Soveri. Item responsio ejusdem ad scholium Fortunii Liceti, Ex typogr. S. Roncalioli.
- Jean Rey : Essays […] sur la recherche de la cause pour laquelle l’estain et le plomb augmentent de poids quand on les calcine, Bazas, G. Millanges.
- Francesco Stelluti, l'un des fondateurs de l'académie des Lyncéens, publie à Rome  Persio tradotto in verso schiolto e dichiarato [Perse traduit en vers libres]. C'est le premier ouvrage qui contient des images d'organismes vus au microscope[5].

## Naissances

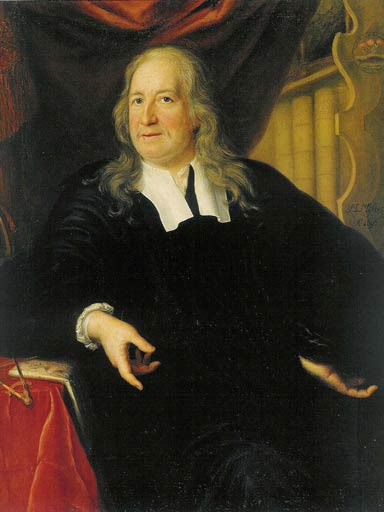
Olof Rudbeck

- 10 mars : Gilles-François de Gottignies (mort en 1689), jésuite, mathématicien et astronome belge.
- 13 juin : Andreas Spole (mort en 1699), mathématicien suédois.
- 13 septembre : Olof Rudbeck (mort en 1702), physiologiste suédois.
- Octobre : Isaac Barrow (mort en 1677), philologue, mathématicien et théologien anglais.
- 17 décembre : Kaibara Ekiken (mort en 1714), philosophe et botaniste japonais[6].

- Hendrik Hamel (mort en 1692), explorateur néerlandais, le premier Européen à écrire une description de la Corée, publiée en 1668.
- Jean Richer (mort en 1696), astronome français. En Guyane, Richer observe aussi qu'un pendule à Paris bat plus vite qu'à Cayenne. Huygens et Newton en déduiront que la Terre est une sphère aplatie par la force centrifuge.
- Vers 1630 : 
  - Hennig Brandt (mort en 1692), alchimiste allemand, découvreur du phosphore vers 1669.
  - Johann von Löwenstern-Kunckel, qui, comme Robert Boyle, a découvert le procédé secret de Hennig Brandt pour produire du phosphore ; il l'isole en 1674.

## Décès
- 26 janvier : Henry Briggs (né en 1556), mathématicien anglais.
- 11 mai : Johann Schreck (né en 1576), jésuite, botaniste (à Goa), contributeur à la réforme du calendrier chinois.
- 1er août : Federico Cesi (né en 1586), créateur de l'académie des Lyncéens.
- 5 novembre : Charles Malapert (né en 1581), prêtre jésuite et astronome belge[7].
- 15 novembre : Johannes Kepler (né en 1571), astronome allemand.